# Bandini (Film)
Bandini (Hindi: बन्दिनी, bandinī; Urdu: بندِنی; übersetzt: gefangen) ist ein Hindi-Film von Bimal Roy aus dem Jahr 1963 und zählt zu den bekanntesten Werken des Regisseurs.

## Handlung
1934: Kalyani kommt in ein Frauengefängnis, wo sie acht Jahre wegen Mordes absitzen muss. Bei den Wärtern ist sie sehr beliebt. Auch dem Gefängnisdoktor Devendra fällt sie sofort auf, denn sie ist die einzige Freiwillige, die einer erkrankten Insassin ihre Hilfe als Pflegerin anbietet. Devendra verliebt sich in sie und will mehr über ihre Vergangenheit erfahren.
Kalyani ist die Tochter eines Postmeisters in Bengalen und verliebt sich in den Revolutionär Bikash Ghosh. Als ihr Vater endlich der Heirat zustimmt, muss Bikash aus dem Dorf verschwinden. Er verspricht Kalyani vorher noch wiederzukommen, aber kehrte niemals zurück. Erst später erfährt sie, dass Bikash eine andere geheiratet hat. Die Familie wird zum Gespött des Dorfes, was Kalyani dazu veranlasst das Dorf zu verlassen, um auch die Entehrung ihres Vaters zu vermeiden. Nun arbeitet sie in einem Krankenhaus, wo sie sich um zänkische und unbeliebte Frauen kümmert. Ihr Vater macht sich auf die Suche nach ihr und stirbt unglücklicherweise bei einem Unfall. Am selben Tag stellt sich heraus, dass eine ihrer Patientinnen Bikashs Ehefrau ist. Kalyani sieht diese Frau als Ursache all ihrer Probleme und vergiftet sie.
Diese Geschichte schreckt Deven nicht vor seinem Vorhaben ab Kalyani zu heiraten. Selbst seine Mutter akzeptiert sie. Als sie das Gefängnis verlässt, wird sie in Devens Haus bereits erwartet. Doch plötzlich trifft sie auf Bikash, der krank ist. Dabei erfährt sie von den Umständen in Bikashs unglücklicher Ehe, die nur Gegenstand der Freiheit war.
Nun steht Kalyani vor der Entscheidung entweder Bikash oder Devendra. Schließlich begreift sie, dass sie die ganze Zeit gefangen war in ihrer Liebe zu Bikash und sich letztendlich für die Liebe und somit für Bikash entscheidet.

## Hintergründe
Der Film basiert auf einem Buch von Jarasandha (bürgerlich Charuchandra Chakraborty), einem früheren Leiter des Zentralgefängnisses in Alipur, der seine Erfahrungen zu fiktionalen Geschichten verarbeitete.
Die Filmsongs werden von Asha Bhosle, Sachin Dev Burman, Manna Dey, Lata Mangeshkar und Mukesh gesungen, die Liedtexte stammen von Shailendra. Für die Bauten des Films war der vielbeschäftigte Szenenbildner Sudhendu Roy verantwortlich.
Bandini zählt zu den Meisterwerken von Bimal Roy, der drei Jahre nach diesem Film starb und als einer der besten indischen Filmregisseure seiner Zeit gilt.
Die Rolle der Kalyani, die gleichzeitig das Herz des Films bildet, brachte Nutan große Anerkennung. Oft wird ihre Darstellung in diesem Film als eine der besten im Hindi-Kino angepriesen. Zu diesem Zeitpunkt war Nutan verheiratet und schwanger mit ihrem Sohn, dem späteren Schauspieler Monish Behl.
Kalyanis Vergangenheit wird als Rückblende erzählt.

## Kritiken
...wahrscheinlich die einzige konsequente Darstellung weiblicher Schuld im indischen Film.

## Auszeichnungen
Filmfare Award 1964
- Filmfare Award/Bester Film an Bimal Roy
- Filmfare Award/Beste Regie an Bimal Roy
- Filmfare Award/Beste Hauptdarstellerin an Nutan
- Filmfare Award/Beste Story an Jarasandha
- Filmfare Award/Bester Ton an Dinshaw Billimoria
- Filmfare Award/Beste Kamera an Kamal Bose